# Golf de Kolimà
El Golf de Kolimà, (en iakut: Халыма хомото, Xalıma xomoto; en rus: Колымский залив, Kolymskiy Zaliv) és el golf més gran del Mar de Sibèria Oriental.
No s'ha de confondre amb la Badia de Kolimà.

## Geografia
Aquest golf fa més de 300 km d'amplada. Els seus límits són la projecció NE de les terres baixes de Kolimà prop de les illes Medvieji a l'oest i la península Nutel'gyrgym i l'illa d'Ayon l'est.
El riu Kolimà desemboca al mar a la part occidental del Golf de Kolimà, formant un enorme delta ple d'illes. El mar en aquesta badia està glaçat durant nou mesos l'any. Altres rius que desemboquen al Golf de Kolimà són el riu Rautxua i el riu Txukotxia.
Administrativament la secció occidental del Golf de Kolimà pertany a la República Sakhà, mentre que la part oriental pertany a Txukotka.